# Fort Abraham Lincoln
Das Fort Abraham Lincoln war ein Fort der US Army zwischen 1873 und 1891 am Missouri River im heutigen US-Bundesstaat North Dakota. Um den historischen Standort ist der 407 Hektar große Fort Abraham Lincoln State Park als Gedenkstätte vom Typ eines State Park ausgewiesen. Er enthält ein rekonstruiertes Dorf der Mandan-Indianer sowie das Gelände des ehemaligen Forts mit rekonstruierten Gebäuden. Er liegt 11 km südlich der Ortschaft Mandan.

## Die Mandan
Im Park liegt das Mandan Dorf On-a-slant, das von etwa 1575 bis 1781 bewohnt war. Das Dorf wurde teilweise nachgebaut.

## Geschichte des Forts
Am 14. Juni 1872 begannen zwei Kompanien des 6. US-Infanterie-Regiments auf dem Westufer des Missouri mit dem Bau von Fort McKeen, benannt nach dem Bürgerkriegshelden Oberst H. Boyd McKeen. Es war ein Teil der Militärstützpunkte, die zum Schutz der Northern Pacific Railroad, die durch das Missouri-Tal weiter nach Westen führte, errichtet wurden. Am 18. November 1872 wurde das Fort in Fort Abraham Lincoln umbenannt. 1873 genehmigte der Kongress die Erweiterung des Standortes um Kavallerieunterkünfte. 1874 waren drei Kompanien der 6. und 17. US-Infanterie-Regimenter und sechs Kompanien des 7. US-Kavallerie-Regimentes im Fort Abraham Lincoln stationiert, sowie sechs Kompanien unter Oberstleutnant George A. Custer, der auch das Kommando des Forts übernahm. 1873 wurde Custer Kommandant des Forts. Insgesamt hatte das Fort eine Besatzung von 650 Mann und war der größte Militärstützpunkt in der nördlichen Prairie. Das Fort war das Hauptquartier des Wehrbezirks Mitte des Wehrbereichs Dakota. Zum Wehrbezirk Mitte gehörten außerdem die Forts Rice, Stevenson und Hancock.
Die starke Besatzung des Forts hielt die Indianer nicht von Angriffen ab. 1873 griffen sie das Fort dreimal an; 1874 erbeuteten sie die Maultiere des Forts.
Das Fort war Ausgangspunkt mehrerer Feldzüge gegen die Indianer. Am 20. Juni 1873 begann eine Landvermessungsexpedition entlang des Yellowstone Rivers. Die 95-tägige Expedition wurde von Lakota- und Cheyenne-Kriegern angegriffen. Am 2. Juli 1874 führte Custer eine Expedition mit über 1000 Mann in die Black Hills, dem Stammesgebiet der Lakota, durch. Während der Expedition, die bis zum 30. August 1874 dauerte, wurde Gold entdeckt.
Tom Custer, ein Bruder von George A. Custer nahm 1874 Rain in the Face, einen Häuptling der Hunkpapa-Lakota gefangen und internierte ihn in Fort Abraham Lincoln. Rain in the Face konnte jedoch fliehen.
General Terry begann im Sommer 1876 eine Großoffensive gegen die Lakota, an der die Besatzung des Forts beteiligt war. 265 Männer des 7. US-Kavallerie-Regiments verloren am 25. Juni 1876 in der Schlacht am Little Bighorn ihr Leben, unter ihnen auch George A. Custer.
Nach der Schlacht blieb Fort Abraham Lincoln sechs Jahre Standort des 7. US-Kavallerie-Regiments, das neu aufgestellt wurde. Die Lakota wurden bis Ende 1877 besiegt und in Indianerreservate deportiert. Die Bedeutung von Fort Abraham Lincoln sank zusehends. Nachdem das 7. US-Kavallerie-Regiment nach Fort Meade verlegt worden war, blieb Fort Abraham Lincoln noch neun Jahre in Betrieb; 1891 wurde es aufgegeben. Im Laufe der folgenden Jahre verwendeten Farmer die Überreste des Forts zum Bau ihrer Häuser.

## Alltag im Fort
Der Alltag der Besatzung zu Custers Zeiten bestand aus zwei Stunden Drill täglich, sowie aus Arbeiten wie Holzhacken, Reinigen oder Kochen. Die Kompanie von Captain John Benteen hatte eine Baseball-Mannschaft, die gegen Mannschaften aus Fort Randall, Fort Rice und Yankton spielte.
Die Offiziere wohnten in besseren Häusern. Custer ließ sich für 4000 US-Dollar ein luxuriöses Haus mit zehn Zimmern und acht Toiletten errichten. Auch das Essen der Offiziere war besser als jenes der Mannschaft. Sie durften ihre Familie im Fort einquartieren, ebenfalls im Gegensatz zur Mannschaft. Deren Gattinnen konnten sich allenfalls eine Stelle als Wäscherin im Fort ergattern. Custer erlaubte Zivilpersonen, Geschäfte wie ein Coiffeursalon oder ein Fotostudio im Fort zu betreiben.
Insgesamt standen im Fort 78 Gebäude.

## Der State Park

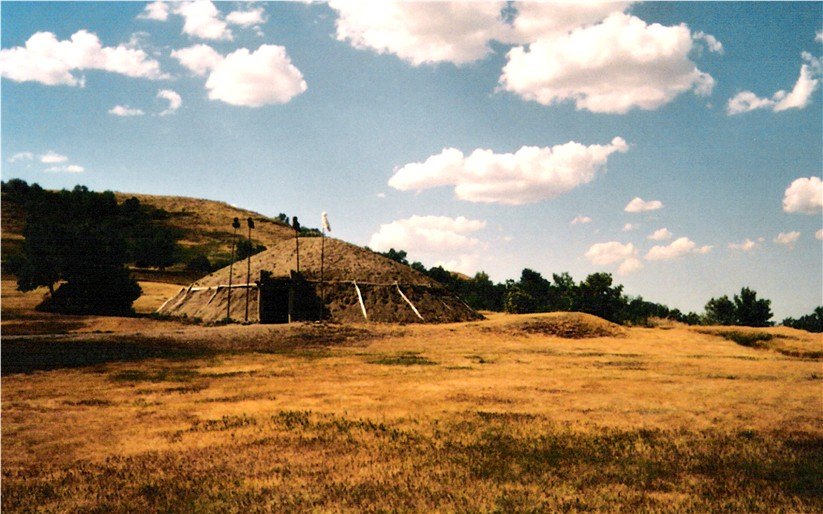
Rekonstruktion der Mandan-Erdhütten

Präsident Theodore Roosevelt schenkte das Parkgelände 1907 dem Staat North Dakota, so dass der Park heute als ältester State Park von North Dakota gilt. Ausgebaut und erschlossen wurde das Gelände ab 1934 durch das Civilian Conservation Corps, das ein Besucherzentrum und Wege baute sowie mit der Rekonstruktion von Fort Abraham Lincoln und des Mandan-Dorfes namens On-A-Slant Village begann. Von den späten 1980er bis in die 1990er Jahre wurden weitere Gebäude des Mandan-Dorfes und des Forts, unter anderem das Wohnhaus von General Custer, konstruiert. Ein Laden, Baracken der Mannschaft, Ställe und der Kornspeicher sind erhalten geblieben. Das Fort wurde zum Fort Abraham Lincoln State Park erklärt. Im rund 4 km² großen Park befindet sich außerdem ein Campingplatz sowie Hütten für Reisende. Er wird durch den Highway 1806 erschlossen.
Der Park verfügt über insgesamt 10 Kilometer Wanderwege.